# 3437 Kapitsa
3437 Kapitsa (1982 UZ5) là một tiểu hành tinh vành đai chính được phát hiện ngày 20 tháng 10 năm 1982 bởi L. G. Karachkina ở Nauchnyj. Nó được đặt theo tên của nhà vật lý Xô viết Pyotr Kapitsa.